# Karl Friedrich Philipp von Martius
Karl Friedrich Philipp von Martius (Erlangen, 17. travnja 1794. – München, 13. prosinca 1868.), njemački botaničar najpoznatiji po svom radu na brazilskoj flori.
Martius je studirao medicinu na Sveučilištu Erlangen i bio je élève Kraljevske bavarske akademije (1814. – 1817.). Dana 2. travnja 1817. Martius je krenuo iz Trsta s austrijskom ekspedicijom u Brazil. U prosincu 1820. predstavio je münchenski herbarij sa 6500 biljnih vrsta, obogativši botanički vrt brazilskim biljkama i sjemenkama. Imenovan članom Akademije, postao je konzervator njezinih botaničkih vrtova (1832.) i profesor u Münchenu (1826.). Među njegovim istaknutim učenicima bili su fiziolog biljaka Hugo von Mohl i botaničari Alexander Braun i Karl Schimper.
U svojoj “Historia naturalis palmarum”, 3 sv. (1823. – 1850.; s drugima), Martius je uočio da lišće na stabljici biljke izgleda kao da oblikuje različite rasporede, ili filotaksu, i čini se da je raspoređeno u spiralni uzorak koji slijedi fiksna geometrijska pravila. Martius je objavio brojne druge studije, od kojih je najpoznatiji “Flora Brasiliensis”, 15 sv. (1840. – 1906.), i “Die Kartoffel-epidemie” (1842). Tajnik fizikalno-matematičkog odsjeka akademije postao je 1840.
Ipni ime: Mart.